# Anchistylis notus
Anchistylis notus är en kräftdjursart som beskrevs av Lomakina 1968. Anchistylis notus ingår i släktet Anchistylis och familjen Diastylidae. Inga underarter finns listade i Catalogue of Life.